# Adicción (álbum de Campo de Almas)
Adicción es un disco de grandes éxitos de la banda de rock Campo de Almas donde repasa los éxitos de sus cuatro primeros discos, Campo de almas (2000) Tardes frías de verano (2002) De ángeles y demás demonios (2004) El Olvido (2009). Además incluye el tema "Otra tarde" cover de la banda española Los Secretos, nunca antes editada.

## Lista de canciones
1. "Ansiedad" (E.Gayoso /B. Gayoso)
2. "Gris" (E.Gayoso)
3. "Esquizo" (E.Gayoso)
4. "Cósmica" (E. Gayoso /L. Garcia)
5. "Arial" (E.Gayoso /B. Gayoso)
6. "Las piedras y el mar" (E. Gayoso)
7. "Ya no es igual" (B. Gayoso)
8. "El Solitario" (E. Gayoso /L. Garcia)
9. "Adicción" (E.Gayoso)
10. "Bolero" (B. Gayoso)
11. "Oscura niña" (E.Gayoso)
12. "La historia entre los dos" (E. Gayoso /L. Garcia)
13. "Tus alas caerán" (E.Gayoso / L. Santa María)
14. "Juro que no morí" (E.Gayoso /B. Gayoso)
15. "Incomprensión" (E.Gayoso)
16. "Es difícil" (B. Gayoso)
17. "Tan lejos" (E.Gayoso)
18. "El silencio" (E.Gayoso /B. Gayoso)
19. "Después de la lluvia" (B. Gayoso)
20. "Otra tarde" (E. Urquijo)

- Datos: Q16143761